# Louis Friant
Louis Friant, 18 september 1758, död 24 juni 1829, var en fransk greve och militär.
Friant var först underofficer men lämnade därefter det militära. Vid franska revolutionen återinträdde han i tjänst, blev redan 1794 generalmajor och 1799 för sina insatser i Egyptenfälttåget generallöjtnant. Efter återkomsten 1801 deltog Friant i alla Napoleons krig och utmärkte sig bland annat i slaget vid Eylau, för vilken han erhöll grevevärdighet, i slaget vid Wagram, i Ryssland och under fälttåget i Frankrike 1814. Friant hyllade därpå bourbonerna men anslöt sig 1815 åter till Napoleon och kämpade i spetsen för gamla gardet i slaget vid Waterloo.